# ぐるっと坂井

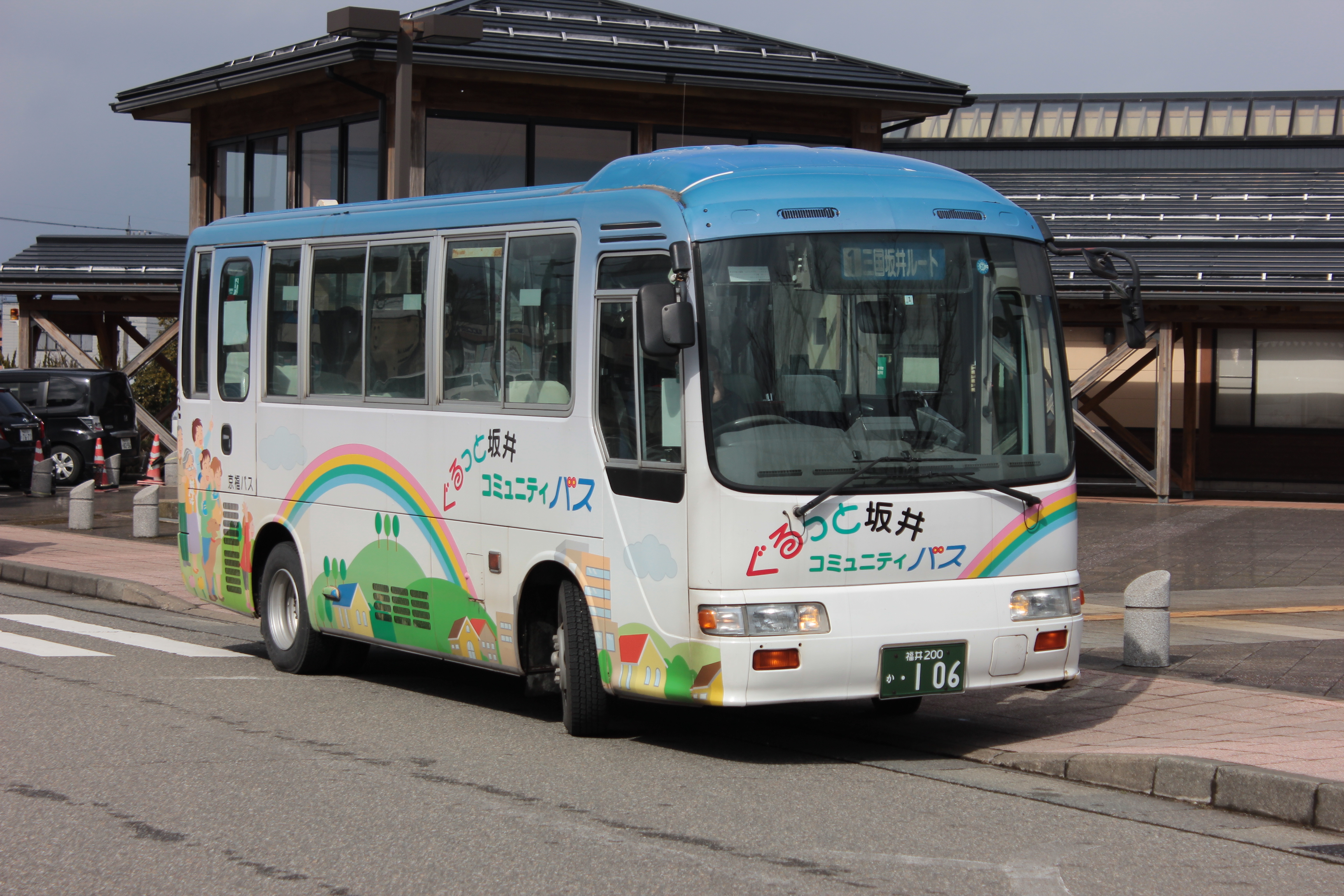
ぐるっと坂井（三国坂井ルート、右回り）

ぐるっと坂井（ぐるっとさかい）は、福井県坂井市で運行されているコミュニティバスの愛称。正式名称は坂井市コミュニティバス。2009年（平成21年）9月1日より本格運行を開始した。バスの運行は坂井市が県内の民間事業者に委託している。

## 沿革
- 2008年（平成20年）9月 - 2つの基幹ルートと13の接続ルートにおいて、1年間の実証運行開始[2]。
- 2010年（平成21年）
  - 6月 - 市内の中高生に募集した愛称応募作品の中から「ぐるっと坂井」を正式に愛称に決定。
  - 9月1日 - 市内全ルートにおいて本格運行開始[2]。
- 2010年（平成22年）9月6日 - 利用状況や市民の要望を基にダイヤ改定及び運行ルートの見直し、バス停の新設等を実施[4]。
- 2010年（平成22年）11月1日 - 高齢者市民の運転免許自主返納支援事業を開始[5]。
- 2014年（平成26年）10月1日 - 接続ルートの再編を実施。加戸と三国東部を統合し加戸・三国東部、十郷関と坂井西部を統合し坂井の各ルートへ再編[3]。
- 2023年（令和5年）10月1日（予定） - 既存の全路線を廃止し、京福バスによる路線バスに改編、一部はオンデマンド型交通「イータク」に置き換え[6]。

## 運行日・運賃
運行日
平日のみ運行。土・日、祝日および年末年始（12月29日から1月3日）は運休。
運賃
- 一般成人：200円
- 小中高生：100円
- 65歳以上の高齢者：100円
- 障がいのある人：100円
- 障がいのある人の介添え者：100円
- 就学前の乳幼児：無料
- 無料乗車券をお持ちの方：無料

※乗り継ぎについて
各ルート間で乗り継ぎが必要なとき、降車時に「乗継券」を発行し、1回あたりの料金で利用できる。乗継する場合は、降車時に運転手にその旨を伝える。
※無料乗車券について
運転免許を自主的に返納する65歳以上の高齢者の市民には、市が3年間にわたって無料乗車券を交付する制度を設けている
※ケイカン交通乗合タクシーについて
- 坂井市内でケイカン交通が運行する乗合タクシー（毎日運行）のうち、竹田線及び三国運動公園線も運賃体系が共通しており、コミュニティバスを運行している平日は相互の乗継券利用も可能となっている。

## 路線
三国 - 坂井間および丸岡 - 春江間で、主要停留所を結びながら両方向の環状運転をする基幹ルートが2ルート、それらの通らない停留所を巡回して旧4町内で基幹ルートを補う片方向環状運転の接続ルートが10ルート（当初は12ルート）運行されている。基幹ルートは1日6便、接続ルートは1日3便の運行となっている。
バス停ならびに運行ダイヤの詳細は、公式サイトを参照。

### 基幹ルート
基幹ルートは、道の駅さかいに併設の「いねす」バス停で両ルートが接続している。いずれもバスが使用され、坂井市役所やJR丸岡駅も共通のバス停となっている。
三国坂井ルート
- 主な接続駅：三国駅、大関駅、下兵庫こうふく駅、丸岡駅

丸岡春江ルート
- 主な接続駅など：丸岡駅、春江駅、西春江ハートピア駅、丸岡バスターミナル

### 接続ルート
バス型車両が使用される路線
- 雄島ルート
- 春江北部東部ルート
- 春江西部中部ルート
- 長畝ルート
- 高椋西ルート
- 高椋中ルート
- 鳴鹿ルート

タクシー型車両が使用される路線
- 加戸・三国東部ルート - 2014年10月1日に、加戸と三国東部の各ルートを統合[3]。
- 浜四郷ルート
- 坂井ルート - 2014年10月1日に、十郷関と坂井西部の各ルートを統合[3]。

## 運行委託先
京福バス（坂井営業所：あわら市）
- 受託ルート：三国坂井、丸岡春江、雄島、長畝、高椋中

ケイカン交通（芦原営業所：あわら市）
- 受託ルート：加戸・三国東部、浜四郷、坂井

トマト観光（坂井市）
- 受託ルート：春江北部東部、春江西部中部、高椋西、鳴鹿

## 車両一覧

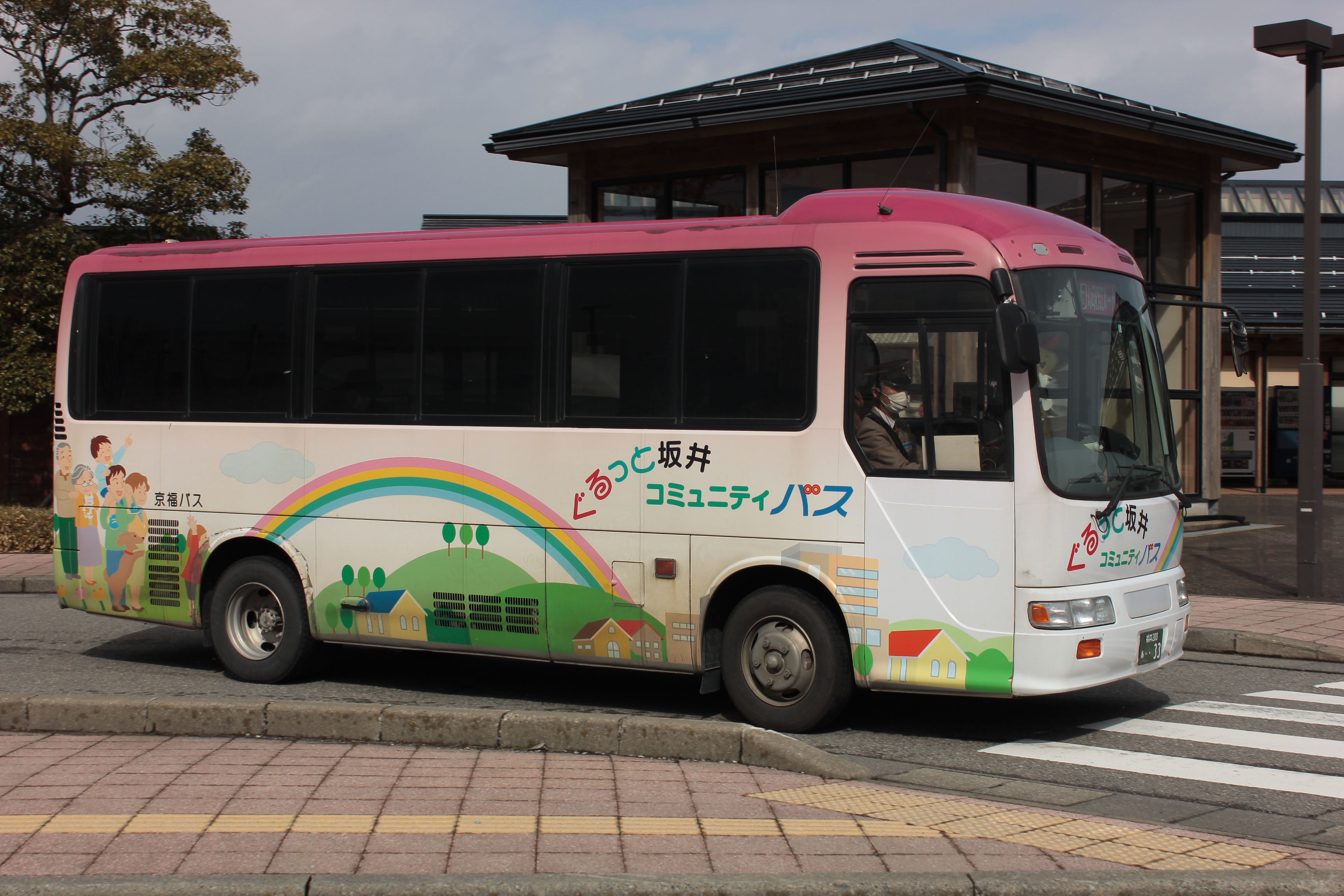
丸岡春江ルート（右回り）
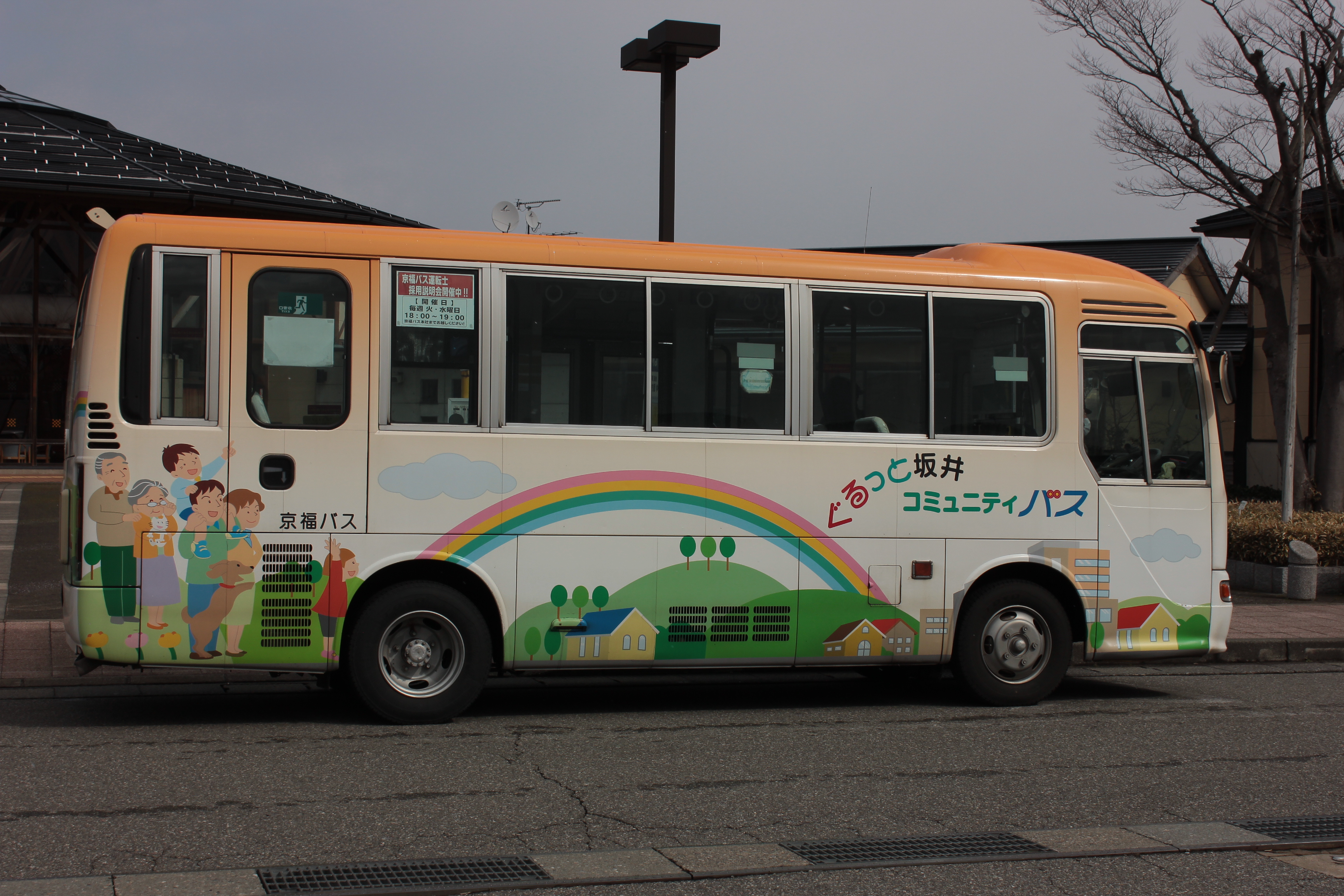
三国坂井ルート（左回り）
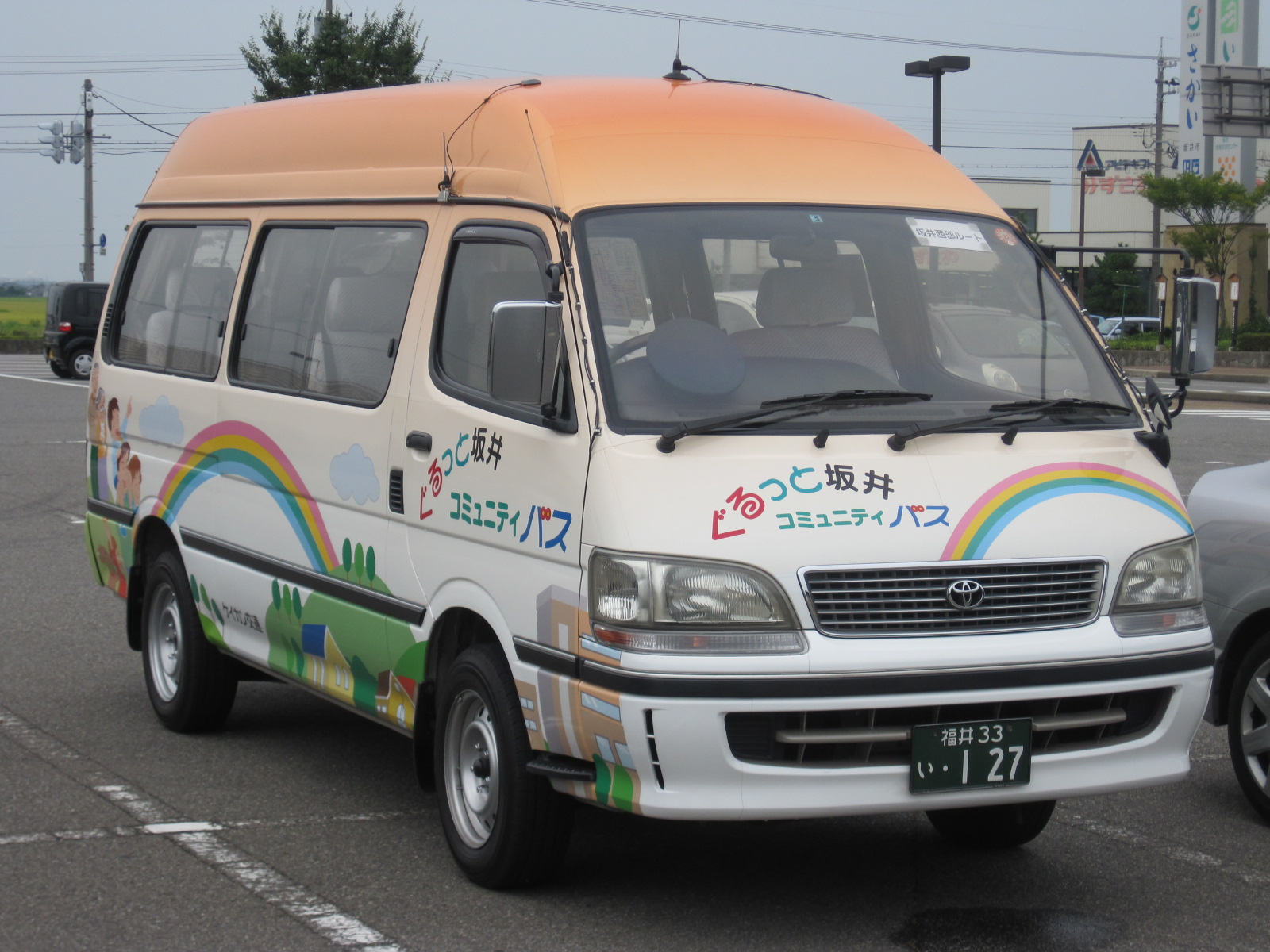
ぐるっと坂井で運用するケイカン交通のトヨタ・ハイエース